# Robert Hemmrich
Robert Philipp Hemmrich (Jablonec nad Nisou, 1 mei 1871  – aldaar 15 april 1946) was een Duits-Boheems architect en bouwmeester in Jablonec.

## Leven en werk
Hemmrich was de oudste zoon van meester-slotenmaker Franz Hemmrich en zijn vrouw Antonie (geboortenaam: Fischer). Hij studeerde van 1885 tot 1889 aan de Staatsgewerbeschule (thans: Střední průmyslová škola - SPŠ strojní a elektrotechnická) in Liberec. Daarna werd hij er leraar en gaf onder meer Josef Zasche les. Verder ondernam hij studiereizen naar Duitsland, Italië en Zwitserland. Na zijn praktijkstudie slaagde hij in 1895 voor het bouwmeestersexamen. In 1902 opende Hemmrich een architectenbureau in Jablonec en woonde hij in het huis van zijn vader (adres: Prager Straße 1420/12). Hij reisde geregeld met zijn vrouw naar het buitenland, waar hij inspiratie vond voor zijn ontwerpen. Tijdens de Eerste Wereldoorlog werd Hemmrich vanwege de dienstplicht opgeroepen voor het leger. In 1916 ontving hij als eerste luitenant de militaire dienstmedaille Signum Laudis.
In de jaren erna was Hemmrich de de facto stadsarchitect en stadsplanner van het stadsbestuur van Jablonec. Een aantal van zijn gebouwen staat thans op de monumentenlijst. Tijdens de veertig jaar dat hij actief was, maakte hij ongeveer 3000 bouwplannen, waarvan 981 zijn gerealiseerd. De meeste van zijn gebouwen (ongeveer 500) werden in Jablonec en omgeving gebouwd, maar sommige van zijn ontwerpen werden in Saksen en Oostenrijk gerealiseerd. Hij ontwierp villa's, prestigieuze herenhuizen, stedelijke woongebouwen, commerciële gebouwen, scholen, openbare zwembaden, sporthallen en fabrieksgebouwen. Verder voerde hij verbouwingen en moderniseringen van oude gebouwen uit. Hemmrich was lid van de Metznerbund.
Na het einde van de Tweede Wereldoorlog, in augustus 1945, werd hij aanvankelijk met zijn vrouw en dochter geïnterneerd in het hervestigingskamp in Rýnovice. In november 1945 werd hij vrijgelaten op aanbeveling van de plaatselijke administratieve commissie en werkte hij in het bouwkantoor in Jablonec. Hij stierf korte tijd later, te weten op 15 april 1946, en werd bijgezet in de familiegrafkelder op de gemeentelijke begraafplaats in Jablonec. Zijn vrouw en dochter werden in oktober 1946 uit Jablonec verbannen.

## Gebouwen
| Jaar      | Gebouw                                                                | Adres                                                      | Monument | Huidige status      |
| --------- | --------------------------------------------------------------------- | ---------------------------------------------------------- | -------- | ------------------- |
| 1901      | Reconstructie handelsgebouw van Josef Scheibler                       | Podhorská 805/37, Jablonec nad Nisou                       | Ja       |                     |
| 1903-1904 | Scheibler'sche Häuser                                                 | Husova 1773/4, 1774/6, 1775/8, 1776/10, Jablonec nad Nisou | Ja       |                     |
| 1904      | Villa voor Kamil Plischek                                             | Rýnovická 1815/19, Jablonec nad Nisou                      | Ja       |                     |
| 1905      | Schwarzbrunnwarte                                                     | Smržovka                                                   |          |                     |
| 1906      | Hotel Schienhof                                                       | Oude Stadsplein, Liberec                                   | Ja       | Hotel Praha         |
| 1906      | Villa voor Conrad Jäger                                               | Jablonec nad Nisou                                         | Ja       |                     |
| 1907      | Fabrieksgebouw Gebrüder Redlhammer                                    | Na Hutích 1972/19, Jablonec nad Nisou                      |          | Bedrijf MEGATECH    |
| 1907      | Stadshuis voor Karl Arnold                                            | Smetanova 1954/10a, Jablonec nad Nisou                     | Ja       |                     |
| 1908      | Villa voor ondernemer Johann Schowanek                                | Jiřetín pod Bukovou                                        | Ja       | Museum              |
| 1908      | Bedrijfspand voor Friedrich Fried                                     | Lidická 2017/20, Jablonec nad Nisou                        | Ja       |                     |
| 1908-1909 | Kaiser-Franz-Joseph-Bad                                               | Budovatelů 430/11, Jablonec nad Nisou                      | Ja       |                     |
| 1909      | Kaiser-Franz-Joseph-Jubiläumswarte met hut op de Tannwalder Spitzberg | Tanvald                                                    |          |                     |
| 1909      | Villa voor Josef Jäger                                                | Jablonec nad Nisou                                         | Ja       |                     |
| 1909      | Schoolgebouw                                                          | Komenského 964, Smržovka                                   |          |                     |
| 1910      | Woonhuis                                                              | Máchova 21/2, Jablonec nad Nisou                           | Ja       |                     |
| 1910      | Villa voor Karl Schiller                                              | Vilová 2241/11, Jablonec nad Nisou                         | Ja       |                     |
| 1911      | Villa Pohl                                                            | Klášterní 870/3, Liberec                                   |          |                     |
| 1911      | Kaiser-Franz-Joseph-Bad                                               | Ludvíkovská 38, Nové Město pod Smrkem                      | Ja       |                     |
| 1912      | Observatietoren op de Bramberk                                        | Lučany nad Nisou                                           | Ja       |                     |
| 1912      | Villa voor Max Jäger                                                  | Jablonec nad Nisou                                         | Ja       |                     |
| 1913/1935 | Houtwarenfabriek Schowanek                                            | Jiřetín pod Bukovou                                        |          | DETOA Albrechtice   |
| 1914      | Stadshuis voor Eduard Krause                                          | Liberecká 593/8, Jablonec nad Nisou                        | Ja       |                     |
| 1914      | Schoolgebouw                                                          | Na Šumavě 2300/43, Jablonec nad Nisou                      |          |                     |
| 1914      | Halfvrijstaande woning voor Oskar en Ernst Zasche                     | Komenského 493/3 en 568/5, Jablonec nad Nisou              | Ja       |                     |
| ±1914     | Villa voor Carl Gewis                                                 | Opletalova 2777/19, Jablonec nad Nisou                     | Ja       |                     |
| 1915      | Rooms-Katholieke parochiekerk Sint-Jozef                              | Loučná nad Nisou                                           | Ja       |                     |
| 1922-1928 | Fabrieksgebouw bedrijf Heinrich Brditschka                            | Nádražnístraat, Jablonec nad Nisou                         |          |                     |
| 1924      | Administratiegebouw van het districtsbestuur                          | Podhorská 2500/47, Jablonec nad Nisou                      | Ja       |                     |
| 1925      | Commercieel gebouw voor August Scholze                                | Sadová 145/25, Jablonec nad Nisou                          | Ja       |                     |
| 1925      | Commercieel gebouw voor Kristall-Glaskunst-Werke Heinrich Hoffmann    | Jablonec nad Nisou                                         | Ja       | Politiebureau       |
| 1928      | Villa voor Alois Krause (eigenaar van Aramis-Werke)                   | Palackého 2570/10, Jablonec nad Nisou                      | Ja       |                     |
| 1929-1930 | Parkhotel in stadspark                                                | Kostelní 892, Smržovka                                     |          |                     |
| 1932      | Observatietoren op heuvelrug van Nad Prosečí                          | Proseč nad Nisou                                           |          |                     |
| 1932      | Commercieel gebouw                                                    | Lidická 678/7, Jablonec nad Nisou                          | Ja       |                     |
| 1932      | Duits ziekenhuis                                                      | Turnovská 2700/38, Jablonec nad Nisou                      | Ja       | Regulier ziekenhuis |

## Gedenkplaat
In september 2021 onthulde toenmalig burgemeester van Jablonec, Jiří Čeřovský, een gedenkplaat voor Robert Hemmrich bij de basisschool op Podhorskástraat 47.

## Galerij

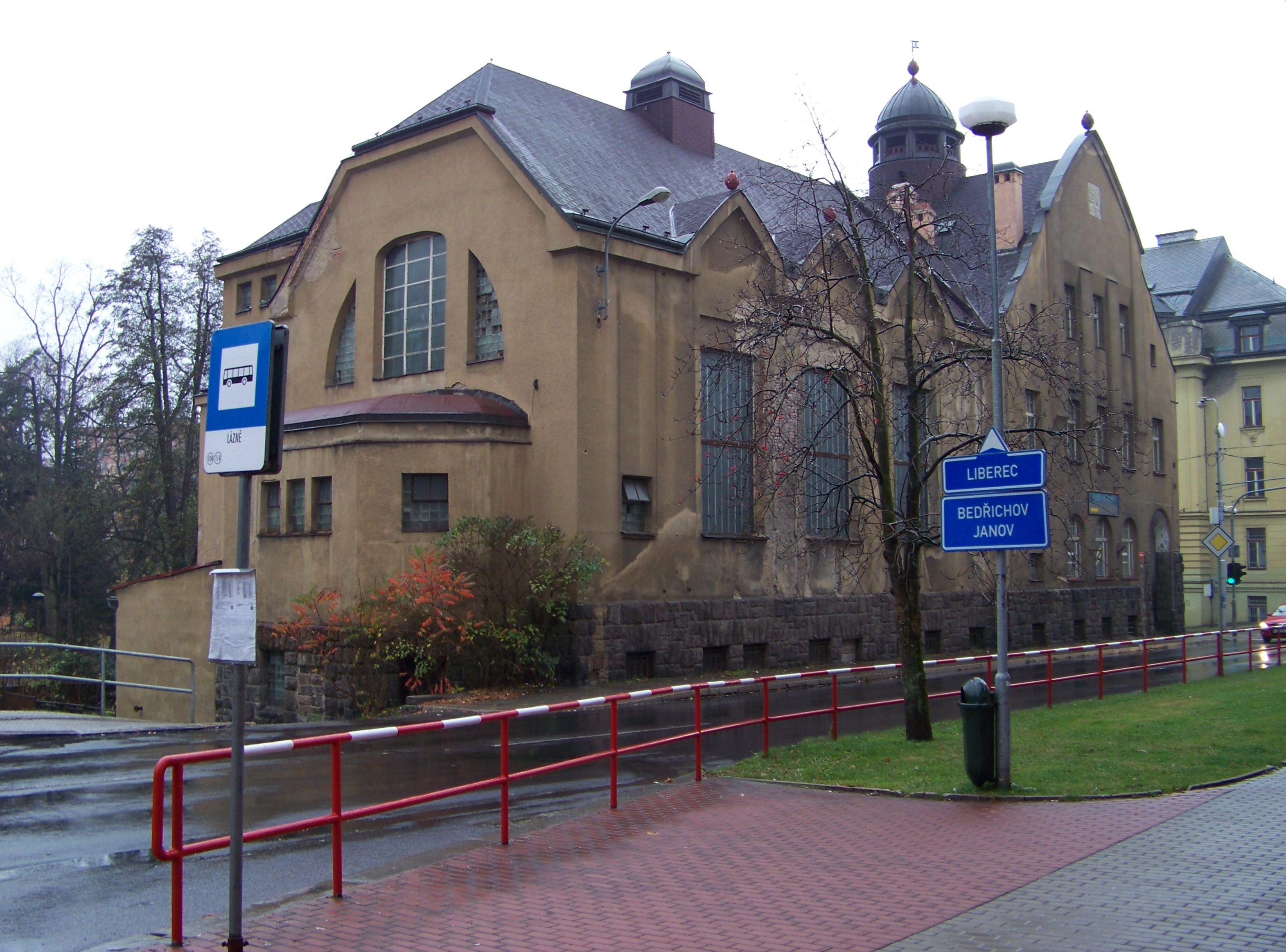
Kaiser-Franz-Joseph-Bad in Jablonec (1908–1909)
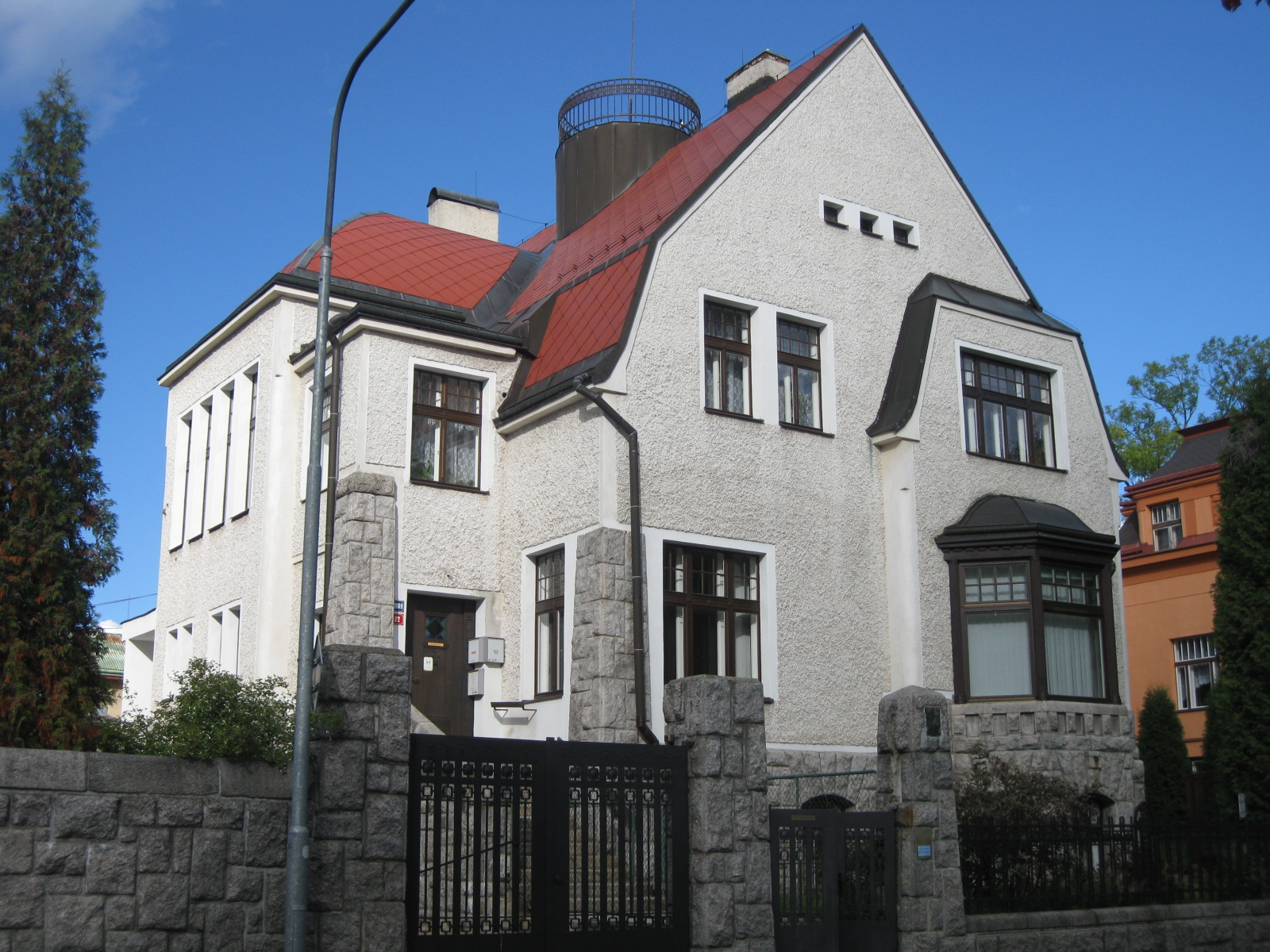
Villa van Max Jäger in Jablonec (1912)
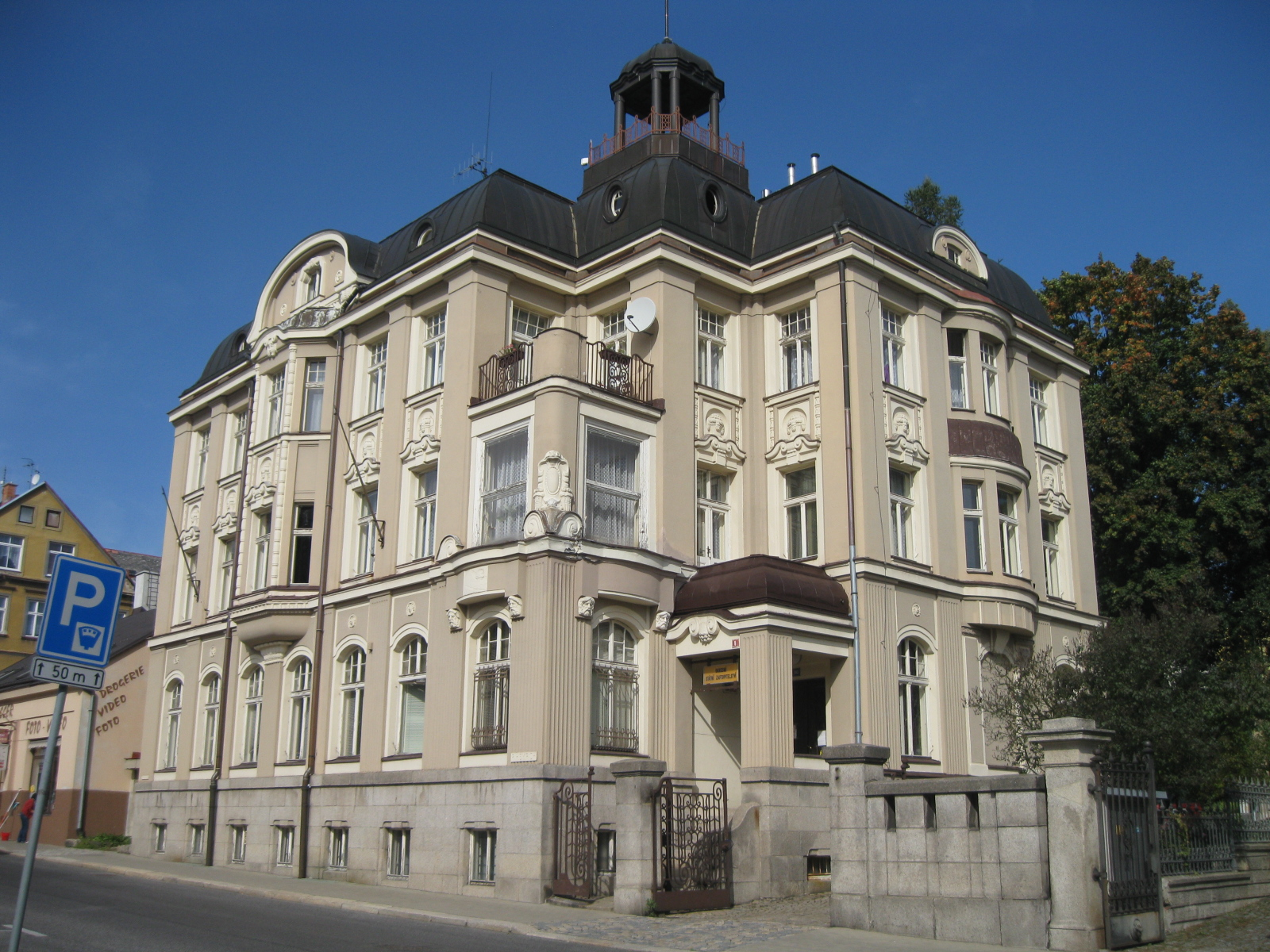
Stadshuis voor Eduard Krause in Jablonec (1914)
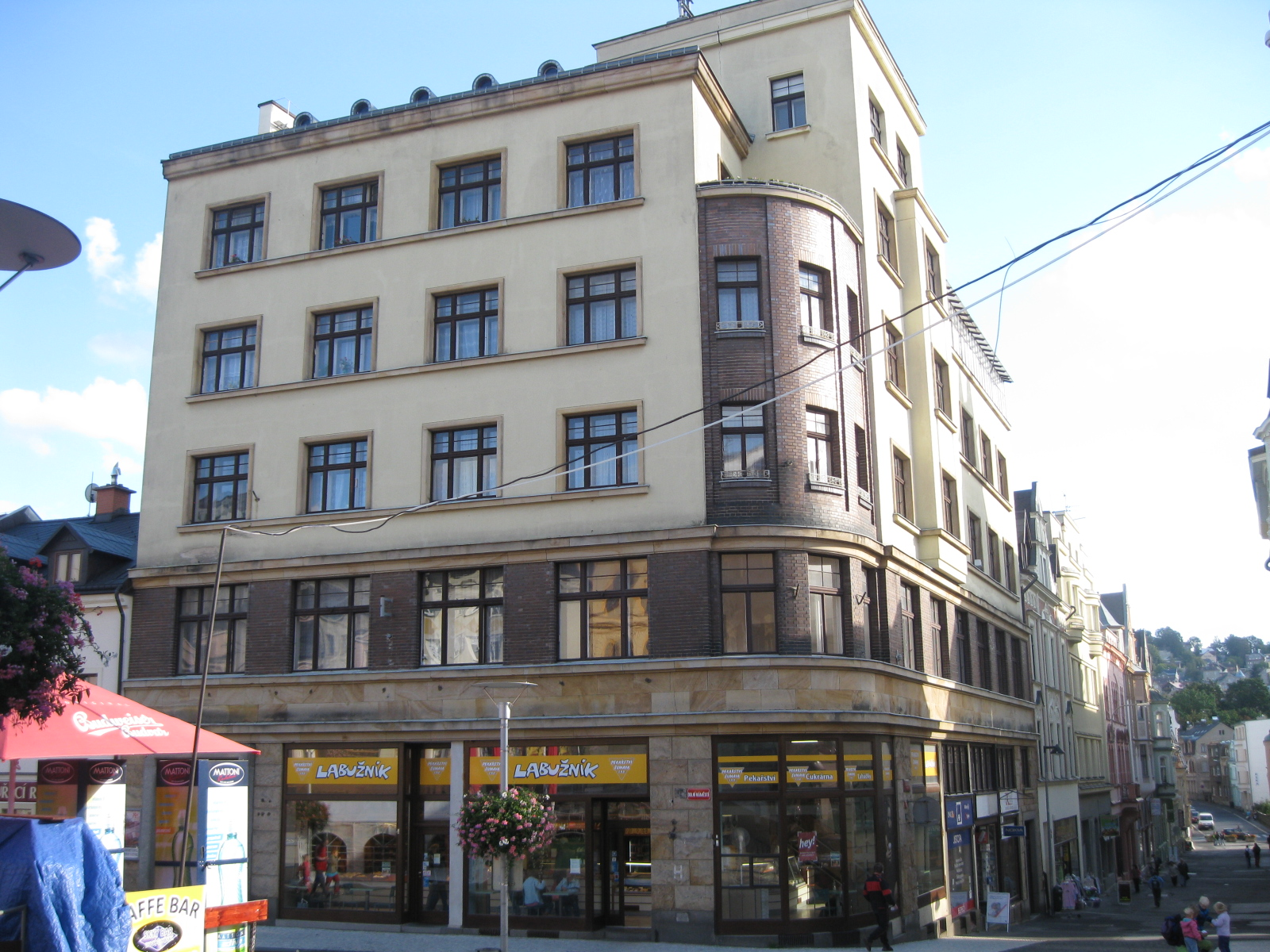
Commercieel gebouw in Jablonec (1932)
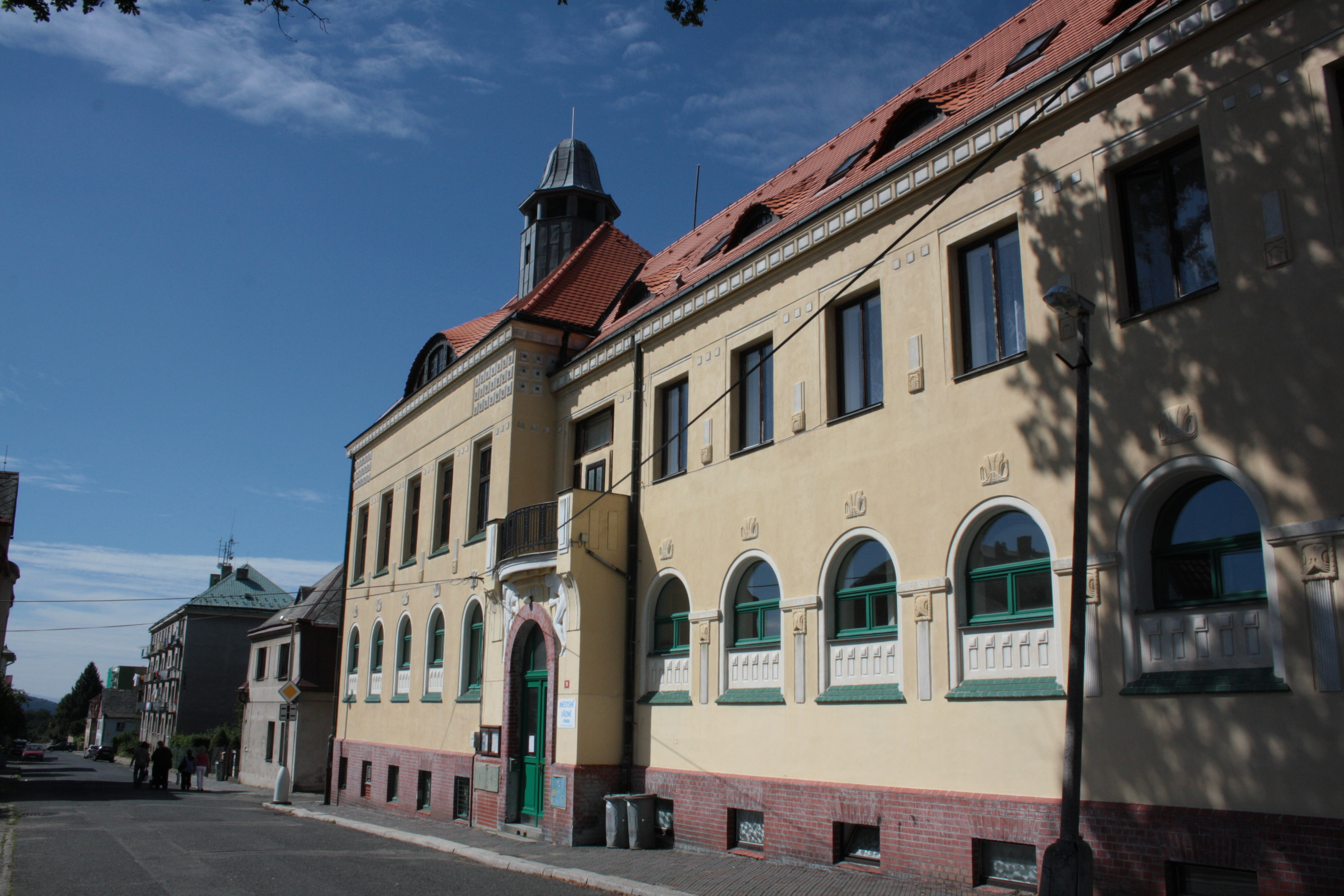
Openbaar zwembad in Nové Město pod Smrkem (1911)
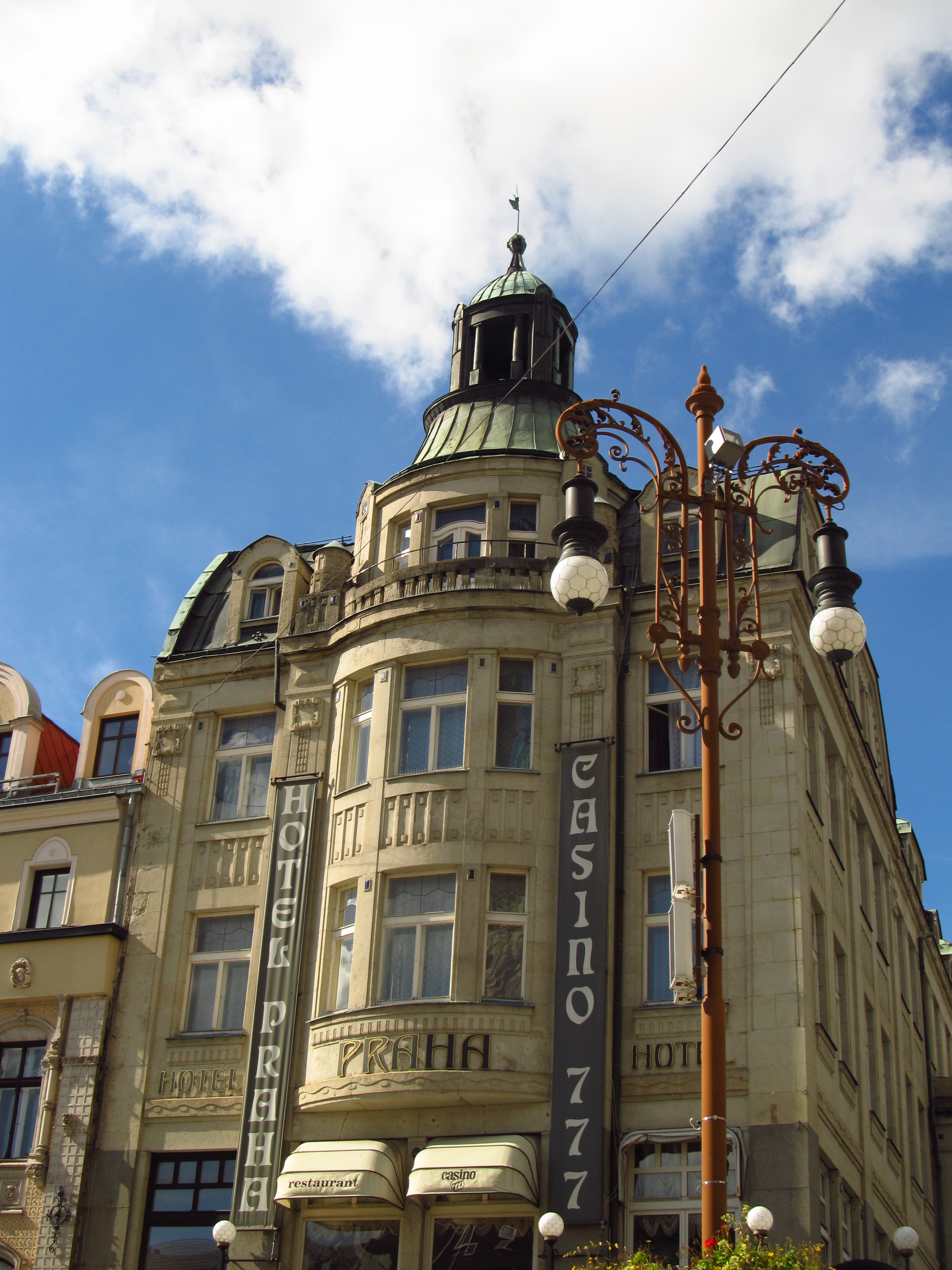
Hotel Praha in Liberec (1906)
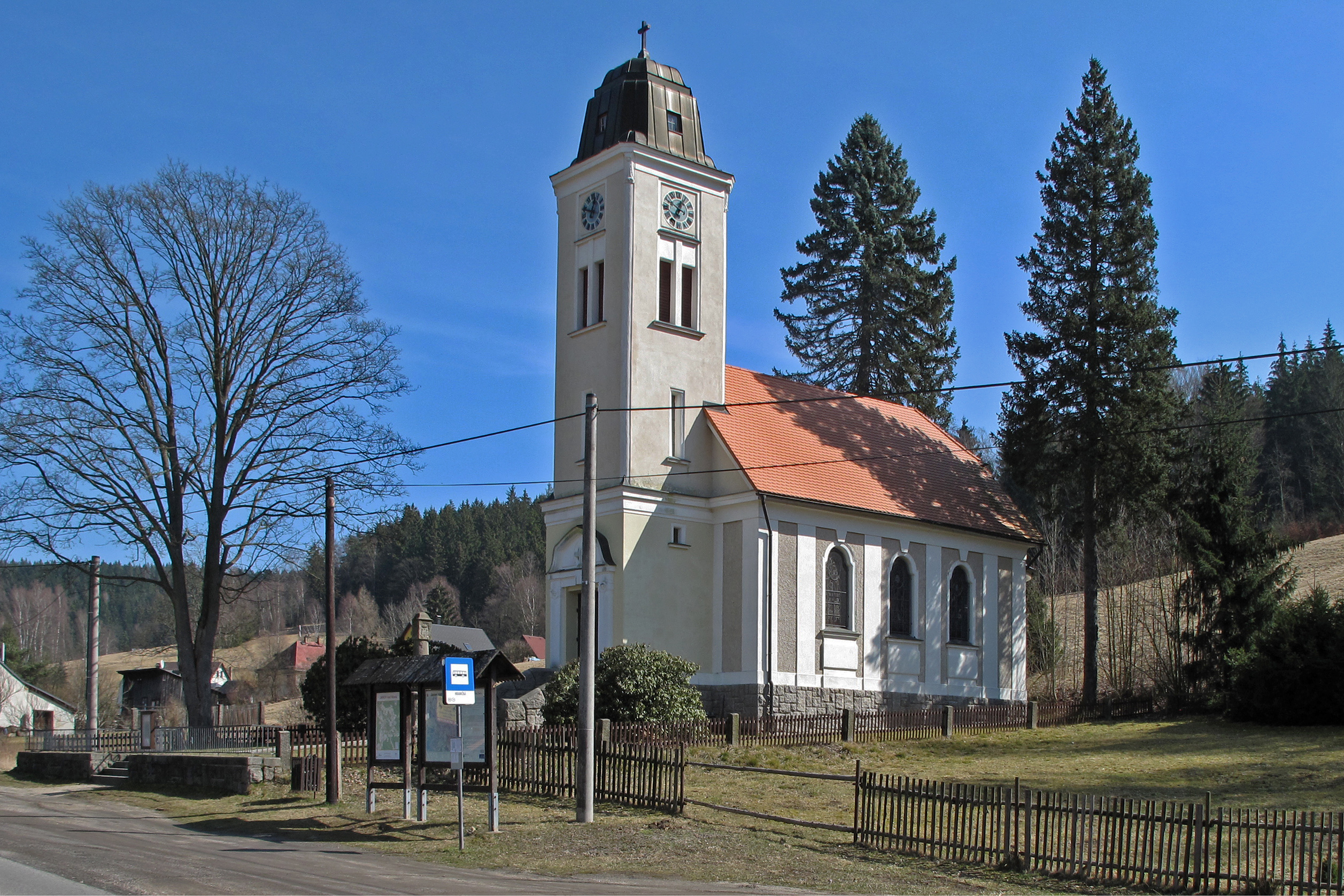
Sint-Jozefkerk in Loučná nad Nisou (1915)

- Gemeinsame Normdatei: 1264934653
- Nationale Bibliotheek van Tsjechië: xx0303484
- Virtual International Authority File: 9088166063405880560005